# Edakkulam
Edakkulam (malayalam: എടക്കുളം) är en bondby i Indien.   Den ligger i distriktet Thrissur District och delstaten Kerala, i den södra delen av landet, 2 000 km söder om huvudstaden New Delhi. Edakkulam ligger 16 meter över havet och antalet invånare är 2 000.
Terrängen runt Edakkulam är platt. Runt Edakkulam är det mycket tätbefolkat, med 1 221 invånare per kvadratkilometer. Närmaste större samhälle är Trichūr, 11,0 km söder om Edakkulam. Omgivningarna runt Edakkulam är en mosaik av jordbruksmark och naturlig växtlighet.